# مستأمن

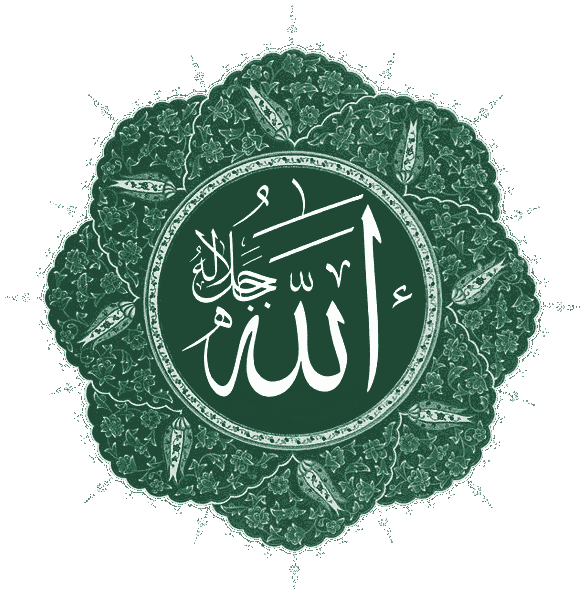
Arabic calligraphy.

المستأمن هو الشخص الذي يدخل الديار الاسلامية على غير نية الإقامة المستمرة فيها، بل اقامته تكون محدودة بمدة معلومة، يدخل فيها باسم عقد يسمى ((عقد الأمان)) أو بمجرد منح الأمان، وذلك يكون بقصد الاتجار عادة. حكم هؤلاء ألا يهجروا ولا يقاتلوا ولا تؤخذ منهم الجزية.